# UFC 86
UFC 86: Jackson vs. Griffin fue un evento de artes marciales mixtas celebrado por Ultimate Fighting Championship el 5 de julio de 2008 en el Mandalay Bay Events Center, en Las Vegas, Nevada.

## Historia
El evento estelar contó con un combate por el Campeonato de Peso Semipesado entre el actual campeón Quinton Jackson y el retador Forrest Griffin, ambos entrenadores de The Ultimate Fighter: Team Rampage vs. Team Forrest.

## Resultados
1. ↑  Por el Campeonato de Peso Semipesado de UFC.

## Premios extra
Cada peleador recibió un bono de $60,000.
- Pelea de la Noche: Quinton Jackson vs. Forrest Griffin
- KO de la Noche: Melvin Guillard
- Sumisión de la Noche: Cole Miller